# レキシントン・アベニュー/59丁目駅
レキシントン・アベニュー/59丁目駅（レキシントン・アベニュー/59ちょうめえき、英: Lexington Avenue/59th Street）はニューヨーク市地下鉄の複合駅で、IRTレキシントン・アベニュー線とBMTブロードウェイ線が駅舎を共有している。マンハッタンのミッドタウンとアッパー・イースト・サイドの境界付近のレキシントン・アベニュー - 59丁目/60丁目にある。ニューヨーク市地下鉄で8番目に利用者が多い駅で、2013年には2128万2767人が利用した。
メトロカードがあれば、IND63丁目線（F系統及びQ系統）に無料で改札外乗換ができる（改札を出て徒歩でレキシントン・アベニュー-63丁目駅から乗車）。以下の列車が停車する。
- 4系統、6系統、N系統：終日
- 5系統、R系統：深夜帯以外
- W系統 ：平日
- <6>系統：平日・混雑方向

## 駅構造
| G  | 地上階                                     | 出入口 メトロカード利用で無料乗り換え：63丁目線レキシントン・アベニュー-63丁目駅（ 系統の列車） |
| B1 | 3番街側改札 （ブロードウェイ線ホーム接続） | 改札口、メトロカード券売機 |
| B1 | 東改札 （北行ホーム接続）                  | 改札口、メトロカード券売機 （ブルーミングデールズのエレベーター経由で北行緩行線ホームへ接続、ホームは障害者非対応） |
| B1 | 相対式ホーム、右側ドアが開く               | |
| B1 | 北行緩行線                                 | ← 深夜帯：ウッドローン駅行き（68丁目-ハンター・カレッジ駅） ← 平日午後：パークチェスター駅行き（68丁目-ハンター・カレッジ駅） ← 平日午後以外：ペラム・ベイ・パーク駅行き（68丁目-ハンター・カレッジ駅） ← 平日午後：ペラム・ベイ・パーク駅行き（68丁目-ハンター・カレッジ駅） |
| B1 | 南行緩行線                                 | → 深夜帯：ニューロッツ・アベニュー駅行き（51丁目駅）→ ブルックリン・ブリッジ-シティ・ホール駅行き（51丁目駅）→ |
| B1 | 相対式ホーム、右側ドアが開く               | |
| B1 | 西改札 （南行ホーム接続）                  | 改札口、メトロカード券売機 |
| B2 | -                                          | 緩行線ホーム間連絡通路 |
| B2 | 南行線                                     | ← コニー・アイランド-スティルウェル・アベニュー駅行き（5番街-59丁目駅） ← 平日：ホワイトホール・ストリート駅行き（5番街-59丁目駅） ← ベイ・リッジ-95丁目駅行き（5番街-59丁目駅）                                                                                              |
| B2 | 島式ホーム、左側ドアが開く                 | |
| B2 | 北行線                                     | → アストリア-ディトマース・ブールバード駅行き（クイーンズボロ・プラザ駅）→ 平日：アストリア-ディトマース・ブールバード駅行き（クイーンズボロ・プラザ駅）→ フォレスト・ヒルズ-71番街駅行き（クイーンズ・プラザ駅）→                                                            |
| B3 | 中間階                                     | ホーム間連絡通路 |
| B4 | 相対式ホーム、右側ドアが開く               | 相対式ホーム、右側ドアが開く |
| B4 | 北行急行線                                 | ← 深夜帯以外：ウッドローン駅行き（86丁目駅） ← イーストチェスター-ダイアー・アベニュー駅行き、ネレイド・アベニュー駅行き（86丁目駅） |
| B4 | 南行急行線                                 | → 深夜帯以外：クラウン・ハイツ-ユーティカ・アベニュー駅行き（グランド・セントラル-42丁目駅）→ 平日：フラットブッシュ・アベニュー-ブルックリン・カレッジ駅行き（グランド・セントラル-42丁目駅）→ 休日：ボウリング・グリーン駅行き（グランド・セントラル-42丁目駅）→            |
| B4 | 相対式ホーム、右側ドアが開く               | |

地下3階のメザニンは60丁目/レキシントン・アベニュー側の端にあり、1962年のIRT急行線ホームの開業時に設けられたが、各線・各ホーム間の往来をシームレスかつ容易にする役割を果たしており、複合駅の中枢神経であるともいえる。ブロードウェイ線ホームへの階段が3本、レキシントン・アベニュー線急行ホームへの階段が2本、レキシントン・アベニュー線緩行ホームへの階段とエスカレーターが各1本設けられている。
当駅は2020年 - 2024年 MTA投資計画によってエレベーターの設置が検討されている。

### アートワーク
レキシントン・アベニュー線急行ホームとブロードウェイ線ホームの間のメザニンにはエリザベス・マレー作の Blooming（1996年制作）というメザニンの四方の壁を使った大きなモザイク画が飾られている。作品名は近くにあるデパートのブルーミングデールズから採られた。ホームの壁にはコーヒーカップとスリッパのモザイク画を大きくしたものがあしらわれており、デルモア・シュワルツとグウェンドリン・ブルックスの詩から抜粋した "In dreams begin responsibilities" と "Conduct your blooming in the noise and whip of the whirlwind" という韻文がコーヒーカップから立ち上っている。

### エントランス/出口
当駅には全部で11のエントランスがある（いずれも階段）。
| 交差点                                 | 角                                | 種類 | 数 | 行先ホーム                                          |
| -------------------------------------- | --------------------------------- | ---- | -- | --------------------------------------------------- |
| レキシントン・アベニュー -59丁目交差点 | 南東 （ブルーミングデールズ直結） | 階段 | 1  | レキシントン・アベニュー線（北行）                  |
| レキシントン・アベニュー -59丁目交差点 | 北西                              | 階段 | 1  | レキシントン・アベニュー線（南行）                  |
| レキシントン・アベニュー -59丁目交差点 | 南西                              | 階段 | 1  | レキシントン・アベニュー線（南行）                  |
| レキシントン・アベニュー -60丁目交差点 | 北東                              | 階段 | 1  | ブロードウェイ線 レキシントン・アベニュー線（北行） |
| レキシントン・アベニュー -60丁目交差点 | 南東                              | 階段 | 1  | ブロードウェイ線 レキシントン・アベニュー線（北行） |
| レキシントン・アベニュー -60丁目交差点 | 北西                              | 階段 | 1  | ブロードウェイ線 レキシントン・アベニュー線（南行） |
| レキシントン・アベニュー -60丁目交差点 | 南西                              | 階段 | 1  | ブロードウェイ線 レキシントン・アベニュー線（南行） |
| 3番街-60丁目交差点                     | 北東                              | 階段 | 1  | ブロードウェイ線                                    |
| 3番街-60丁目交差点                     | 北西                              | 階段 | 1  | ブロードウェイ線                                    |
| 3番街-60丁目交差点                     | 南東                              | 階段 | 1  | ブロードウェイ線                                    |
| 3番街-60丁目交差点                     | 南西                              | 階段 | 1  | ブロードウェイ線                                    |

## IRTレキシントン・アベニュー線
IRTレキシントン・アベニュー線 59丁目駅は2層構造になっており、各層とも相対式ホーム2面2線を有する急行停車駅である。上層階には緩行線、下層階には急行線が通っている。緩行線と急行線の間にBMTブロードウェイ線が通っており、緩行線ホームから下にブロードウェイ線ホーム、ブロードウェイ線メザニン、急行線ホームの順で重なっている。緩行線ホームと急行線ホームの間は長いエスカレーターで直接繋がっている。
駅は当初各駅停車駅として開業、1962年11月15日に当駅ならびにグランド・セントラル-42丁目駅の混雑悪化を防ぐため急行線にホームが設けられた。急行線のホームの建設は1959年8月10日に開始され、緩急間のホームを結ぶエスカレーターが設置された。この際650万ドル費やした。
以前、この駅には緑色のタイルが使われていたが、北行ホームの南端付近にある「59th Street」の標識以外は、すべて他の物に置き換えられてしまった。ブロードウェイ線とIRT緩行線に向かう階段付近には、さまざまな色のコーヒーカップやスリッパのモザイク画がランダムな間隔で飾られている。この駅は59丁目とレキシントン・アベニューにブルームバーグ・タワーが建設されるのに合わせて改装された。ビル内に新しい入り口が建設されたものの、通りの入口の真上にあるビルのデザインの一部である手すりにつららができる恐れがあるため、閉鎖されたままになっている。2003年から2006年にかけては、市とビルの管理者との間で、設計変更に関する責任の所在をめぐって法廷闘争が繰り広げられ、この入口は一時的に閉鎖されていた。
北行緩行線ホームの改札からブルーミングデールズに直通する出口がある（この出口は2008年の映画『クローバーフィールド/HAKAISHA』』で使用された）。駅の南端近くにある連絡通路は、もともとBMTブロードウェイ線をクイーンズまで延長するための北行ホームだった。その線路は、59丁目と60丁目の下にそれぞれ1本ずつ、2本の別々の単線トンネルとして計画されていた。その後、このレイアウトを変更し、60丁目の下を1本の2線式トンネルにすることが決定された。半完成した59丁目の下のホームは、レキシントン・アベニュー線の緩行線の北行と南行ホームの間の地下道に転用された。
駅北側の上層階には1本の留置線があり、北端は車止めで終わっている。

### 画像

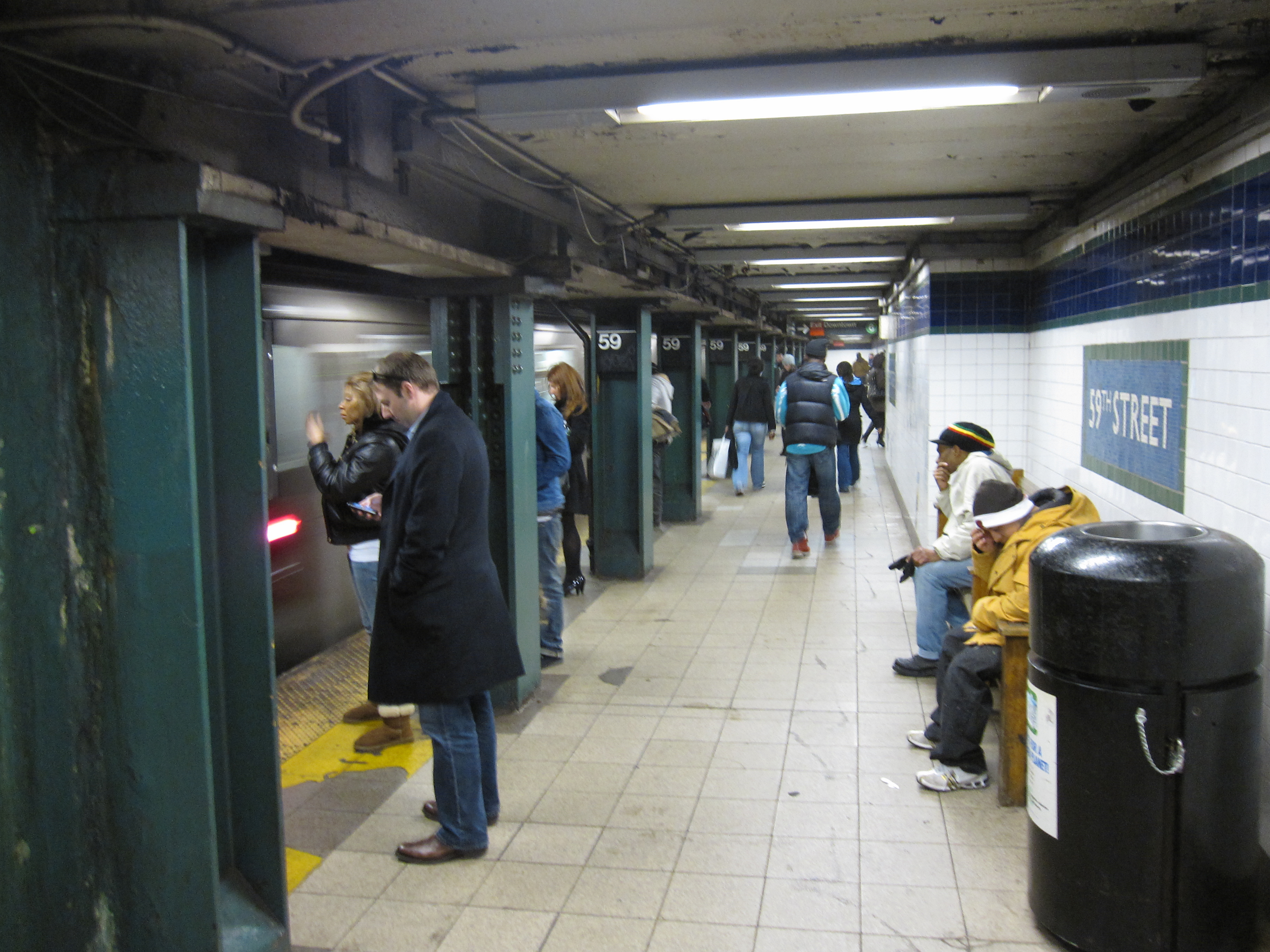
1962年に開業したレキシントン・アベニュー駅下層階急行線ホーム
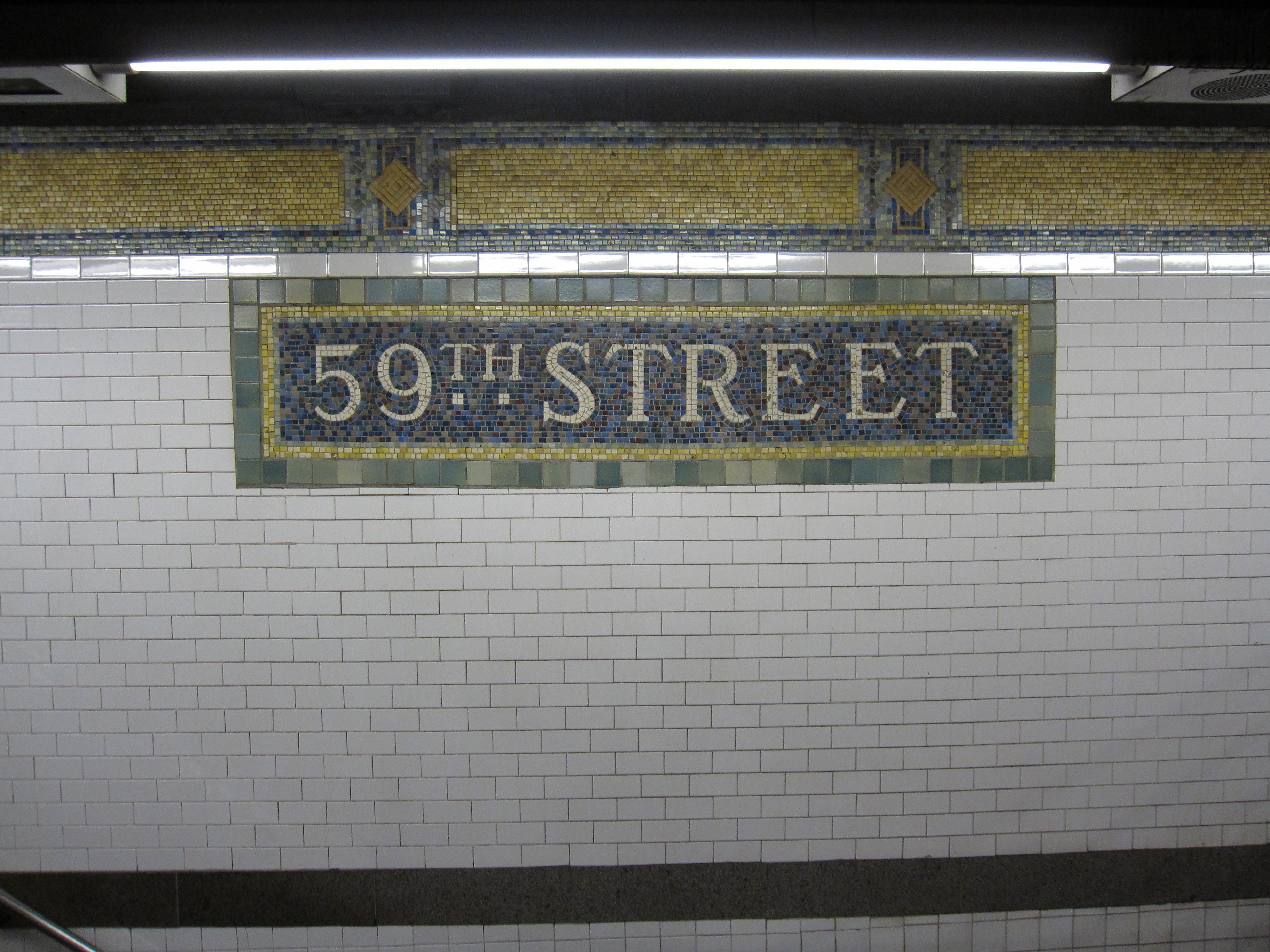
モザイクの駅名標（上層階）
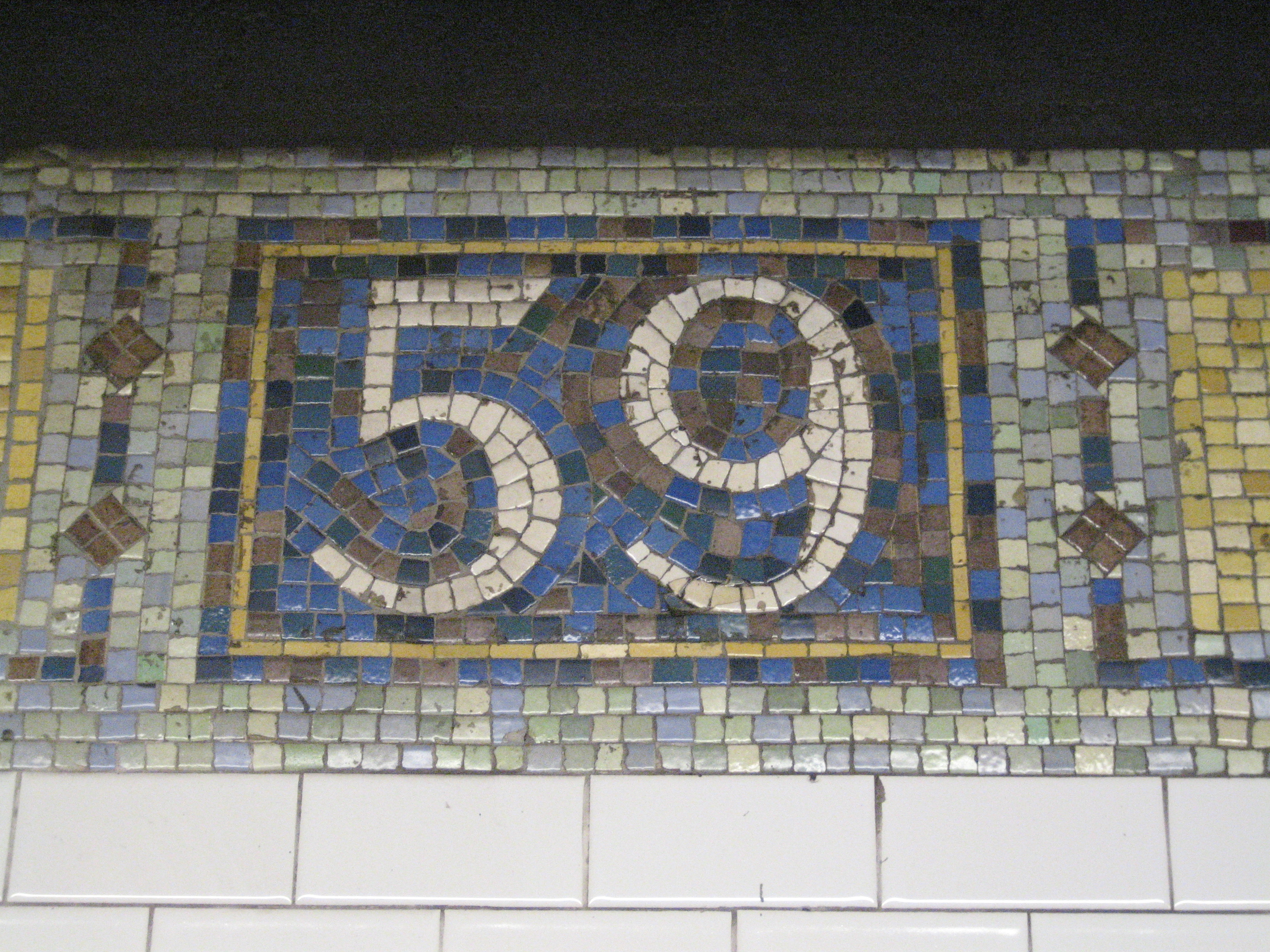
緩行線ホームのモザイクフリーズ
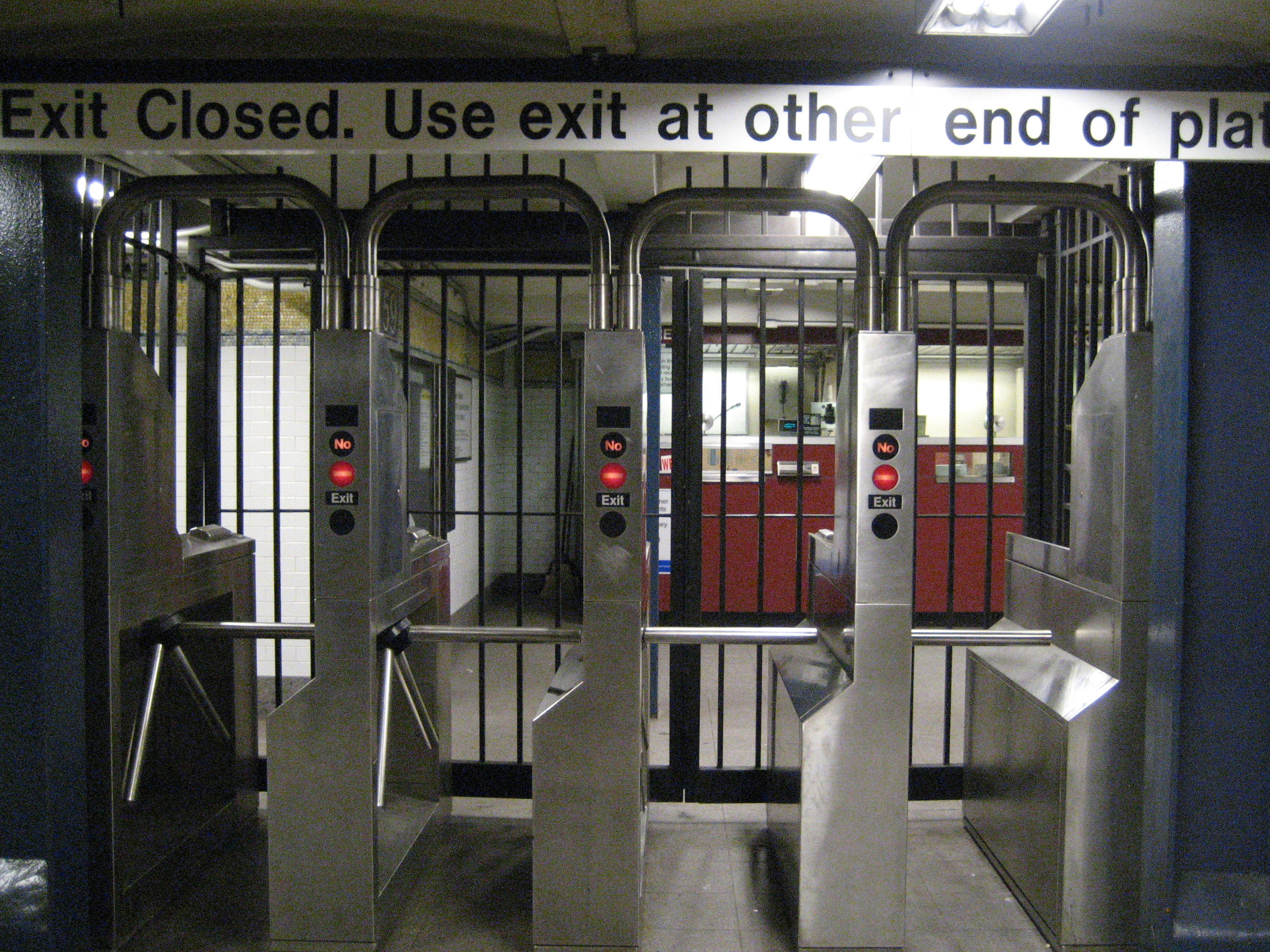
新設直後で運用開始前の改札
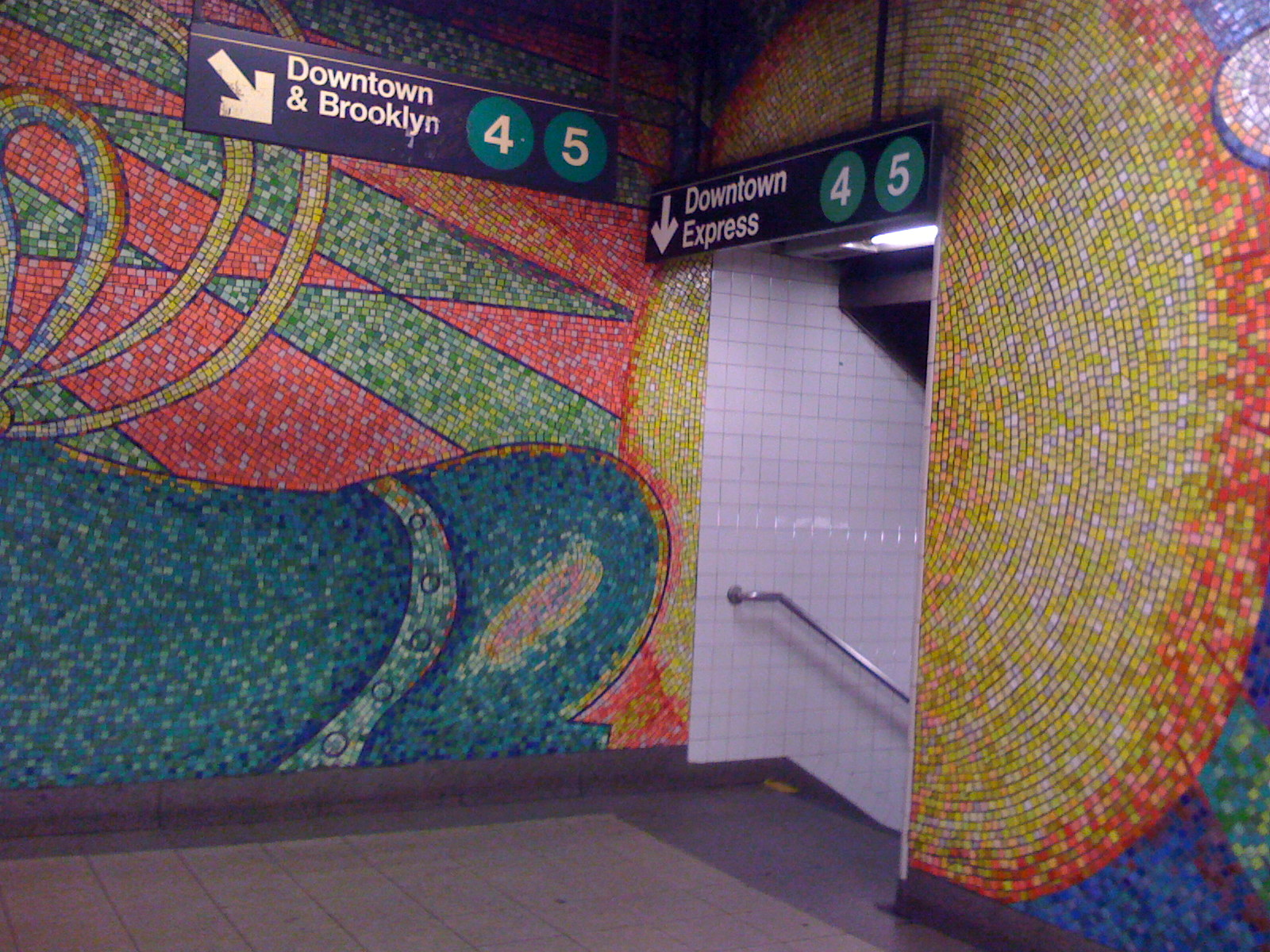
エリザベス・マレーの作品
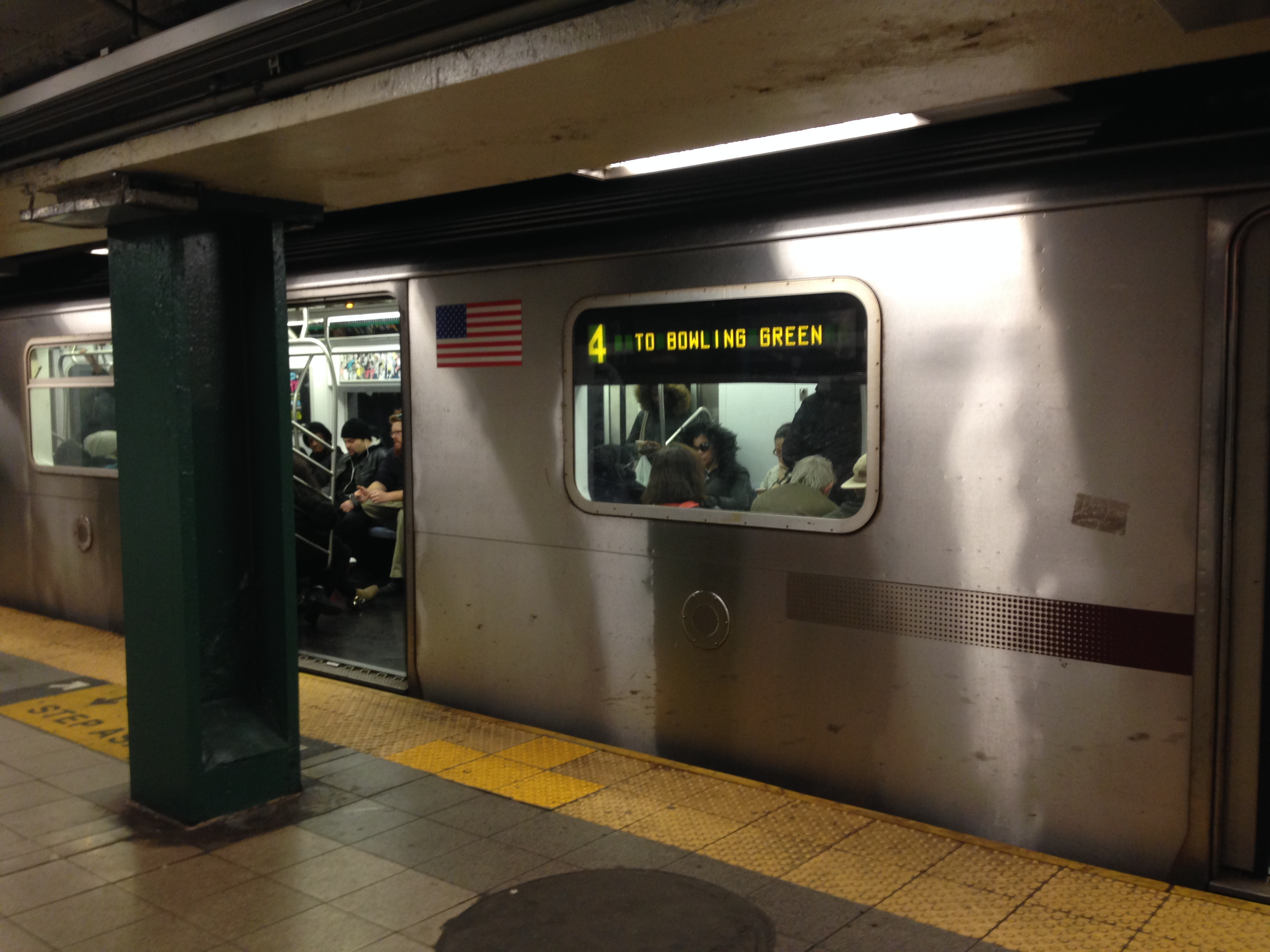
ボウリング・グリーン駅行き4系統のR142電車

## BMTブロードウェイ線
BMTブロードウェイ線 レキシントン・アベニュー-59丁目駅は島式ホーム1面2線で2か所のメザニンを持つ駅である。レキシントン・アベニュー側のメザニンにはIRT緩行線の各ホームへの階段と、ダウンタウン方面ホームへのエスカレーターおよび中層階に降りる3本の階段がある。3番街側にも1960年代末に作られた時間営業のメザニンがあり、1978年にボウリング・グリーン駅の改装で用いられたのと同じ赤いタイルが使われている。ホームへの階段に隣接して上り下り双方向のエスカレーターが設けられており、3番街に4本の階段で出ることができる。1960年代にホームが3番街に延長されたため、このエントランスが新設された。
レキシントン・アベニュー線を上から見下ろすように、駅の壁面に沿ってあらかじめ並べられたブロックを設置することで、特徴的な「Lex」のモザイクは改修中も保存された。壁のタイルは、INDスタイルに似た赤い「Lex」が等間隔に配置され、背景は青、縁取りは緑、文字は白である。2002年、この駅は大規模な修繕工事を受けた。ADAに適合するように駅をアップグレードし、1910年代後半のオリジナルのタイル張りを復元すると同時に、修繕の状態も受けている。MTAは階段の補修、壁のタイルの張り替え、床のタイルの張り替え、駅の照明と構内放送システムのアップグレード、ホームの端に沿ったADAの黄色い安全帯の設置、新しい標識、両方向の新しい軌道敷設などを行った。レキシントン・アベニュー側のホーム柱があるため、車椅子ではホームが狭いことからこの時点ではエレベーターの設置は見送られた。
名前とは裏腹に、駅はレキシントン・アベニュー - 59丁目ではなく実際にはレキシントン・アベニュー - 60丁目にある。これは、開業当初はクイーンズボロ橋を通ってクイーンズ区に向かい、通りが狭かったことから59丁目の下を通ってクイーンズ区に行き、60丁目の下を通って戻って来るルートで計画されたことによる。実際にはレキシントン・アベニュー線緩行ホームを通ってレキシントン・アベニュー - 59丁目の出口から出ることができる。
ブロードウェイの地下鉄計画は1915年に変更され、両方の線路を60丁目に引き込み、クイーンズボロ橋のすぐ北にあるトンネルでイースト川を横断することになった。59丁目の分岐点は明らかに無用となり、60丁目では地下鉄は60丁目トンネルに向かう途中、勾配を低くしなければならなくなった。59丁目の分岐点は、IRT59丁目駅用の歩行者用地下道として整備され、南行ホームと北行ホームにあるブルーミングデールズへの地下鉄直通口を行き来する手段となった。その区間は現在も使用されており、床面は未完成のBMT駅のものである。60丁目分岐点は、既存の駅が低い勾配で建設されたときにほとんど破壊された。ホームの向かい側の南側の壁にある扉は、残された未使用のスペースに通じており、59丁目の地下道と同じ元の高さのホーム階を示唆している。